# Karlovice, Semily
Karlovice là một làng thuộc huyện Semily, vùng Liberecký, Cộng hòa Séc.